# Монгольф'єр

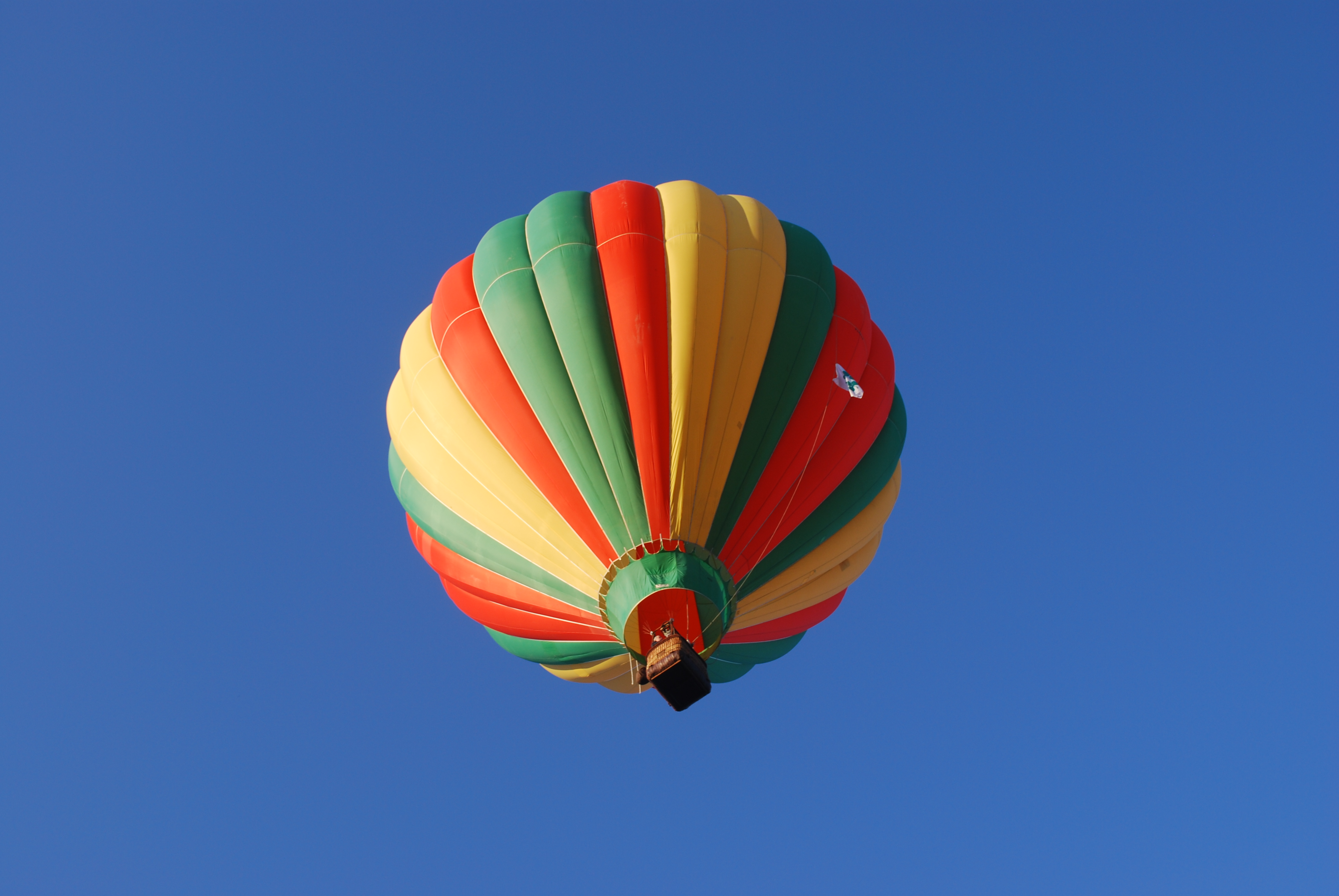
Сучасний монгольф'єр в польоті

Монгольф'єр (фр. montgolfière) — аеростат, наповнений гарячим повітрям. Монгольф'єр отримав свою назву від прізвища винахідників — братів Монгольф'є — Жозеф-Мішеля і Жак-Етьєнна. Перший політ був здійснений у місті Анноне 5 червня 1783 року. Зараз цей тип повітряних куль широко використовується для спорту і розваг.

## Галерея

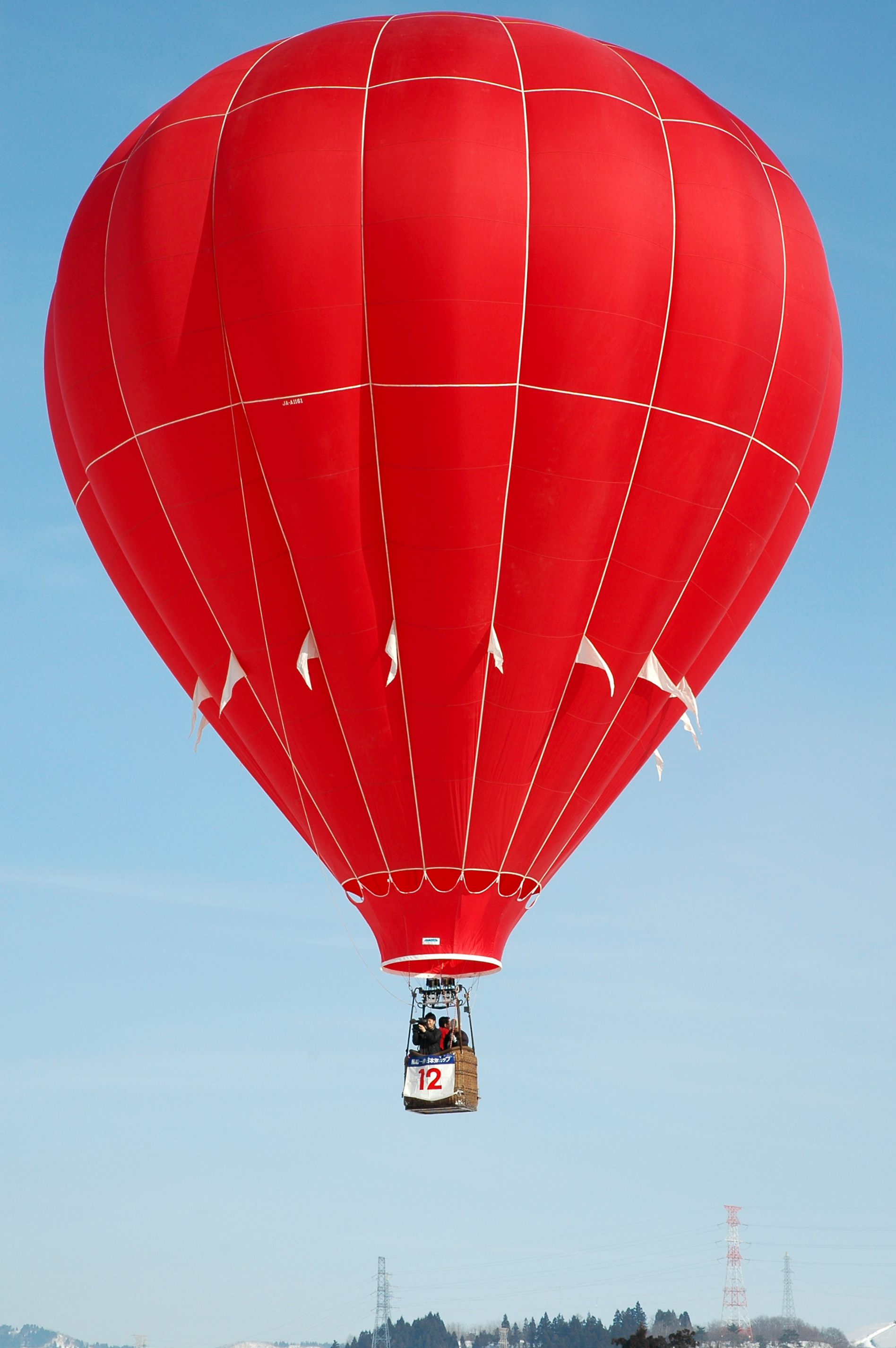
Монгольф'єр в польоті
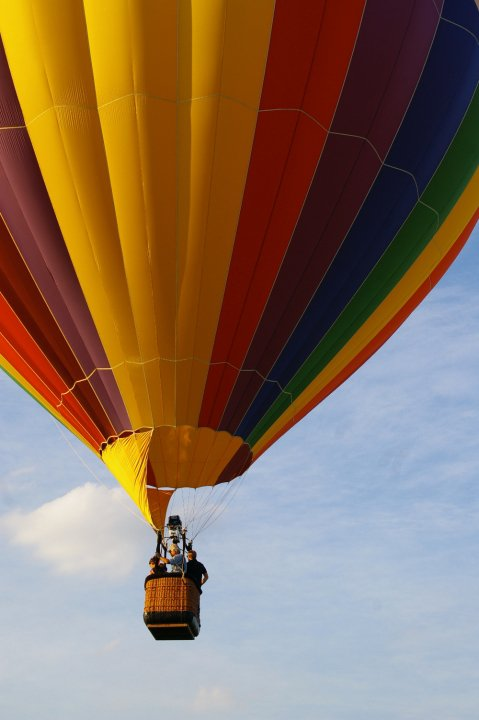
Корзина монгольф'єра в польоті
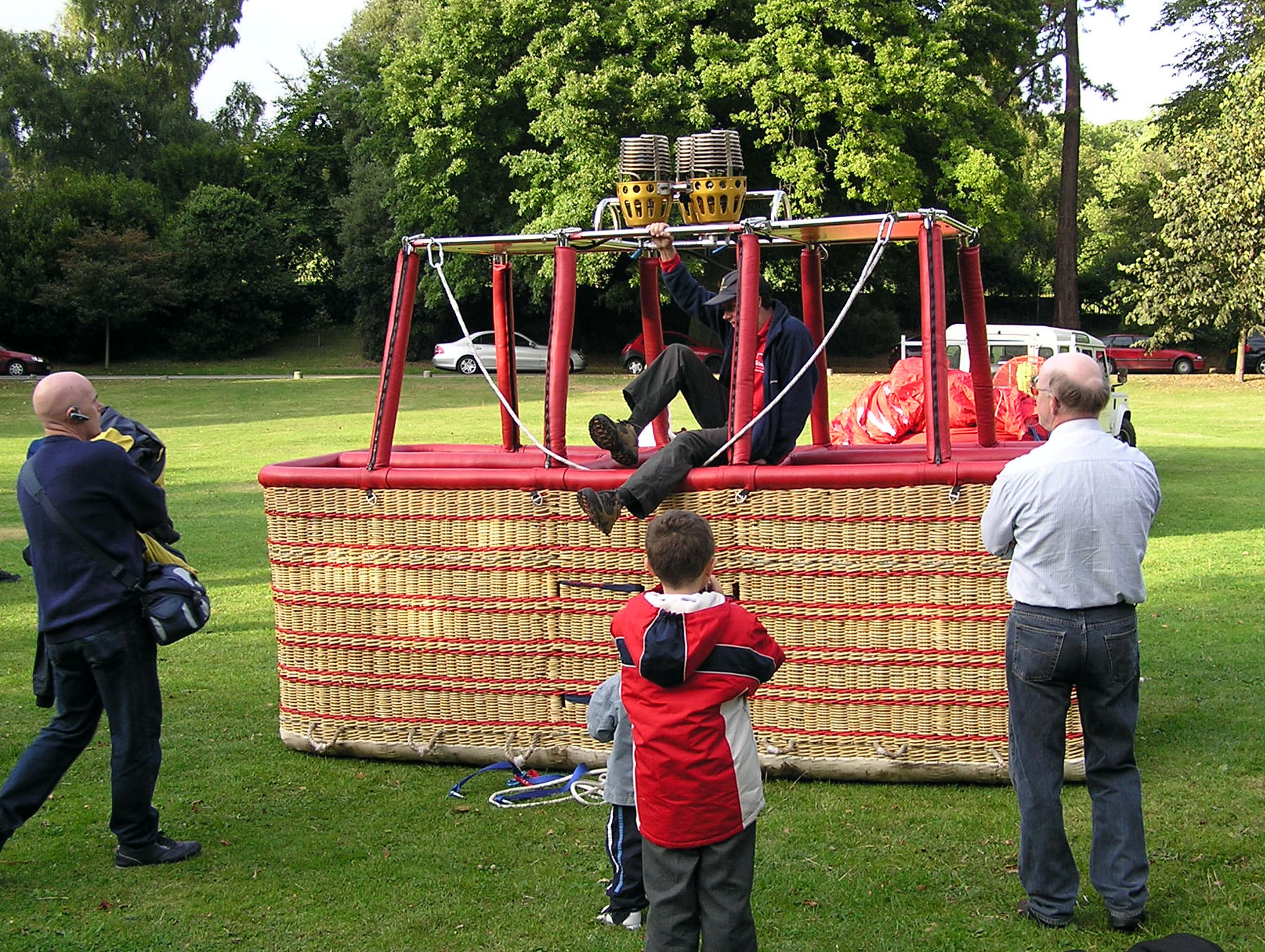
Плетена корзина[en] може вмістити 16 пасажирів
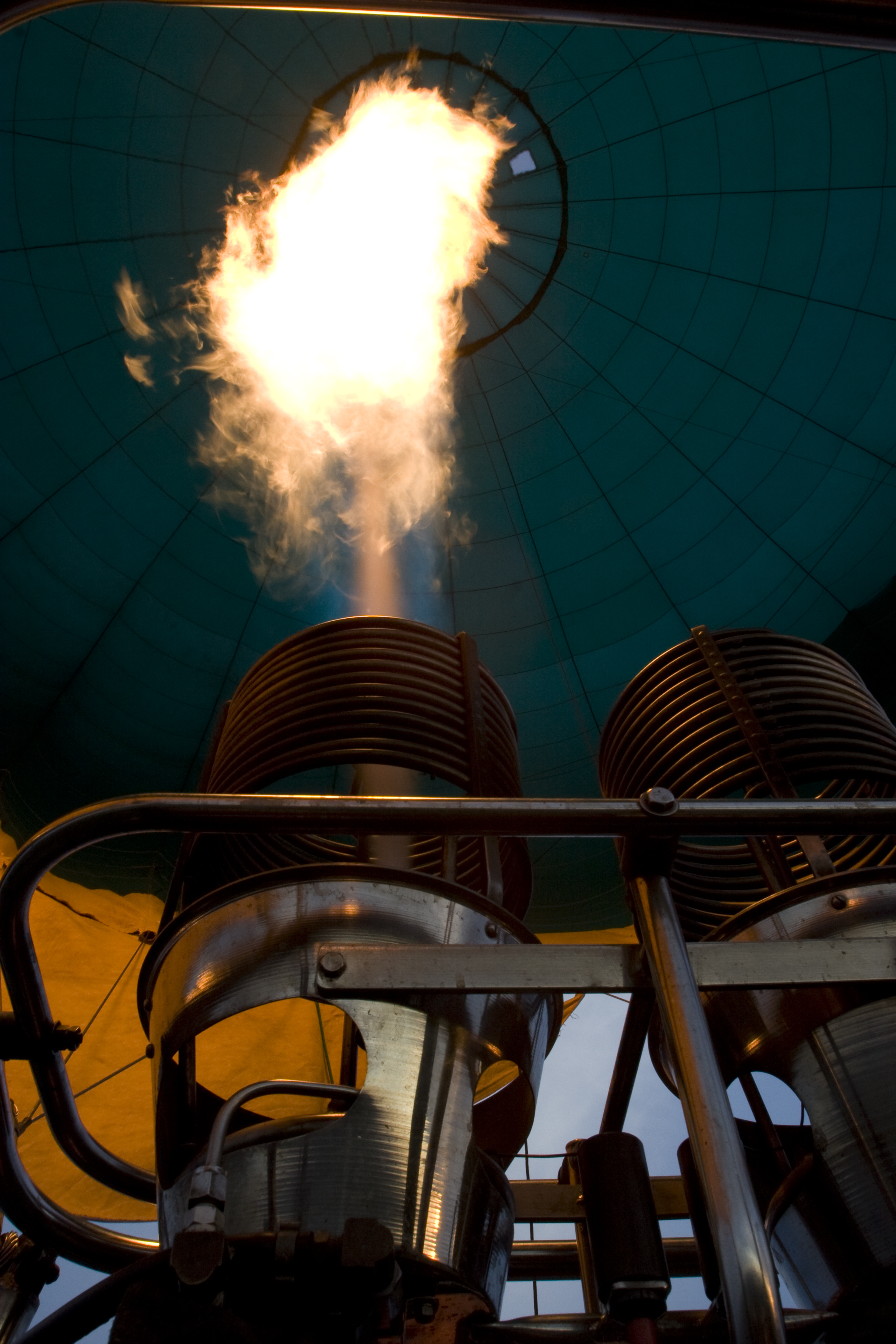
Горілка, яка нагріває відкритим полум'ям повітря всередині оболонки
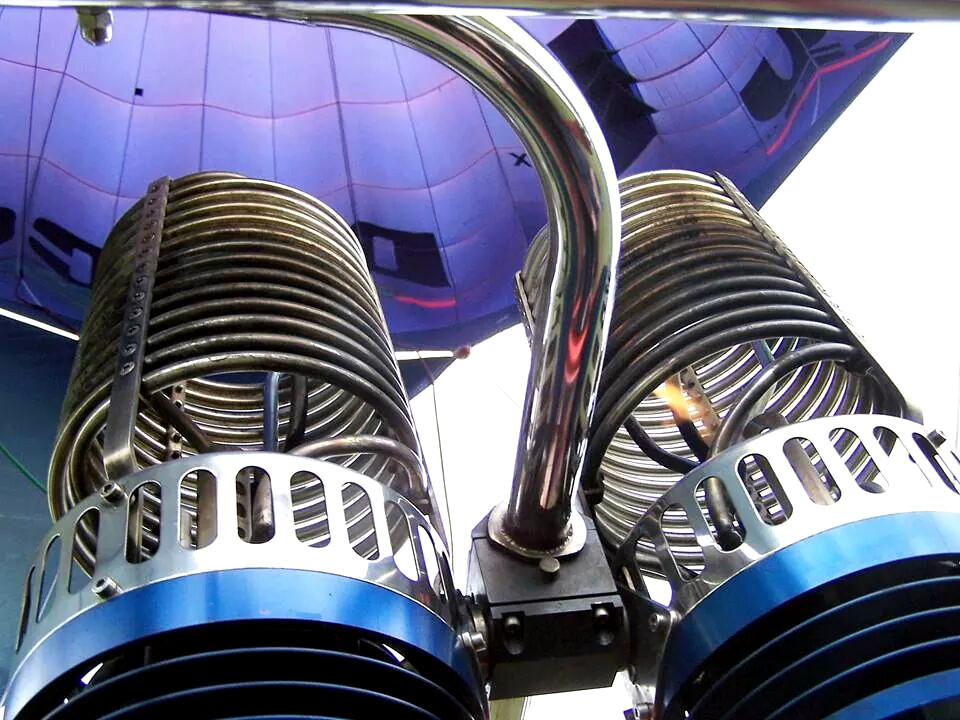
Горілка
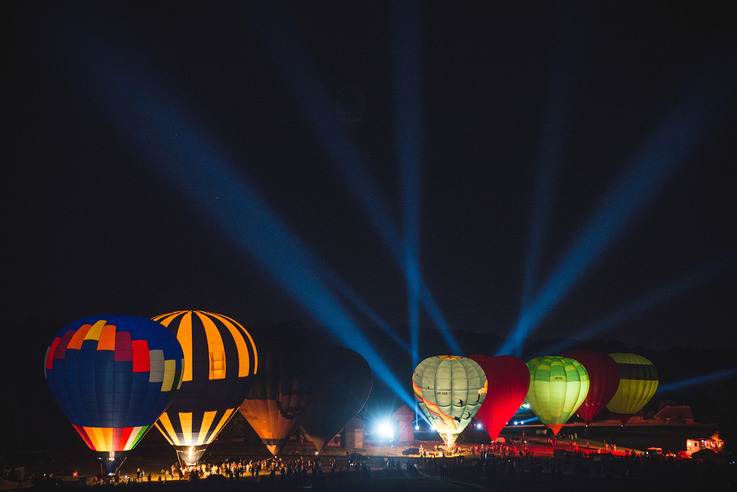
Фестиваль повітряних куль Монгольф'єрія на Країні мрій у 2015
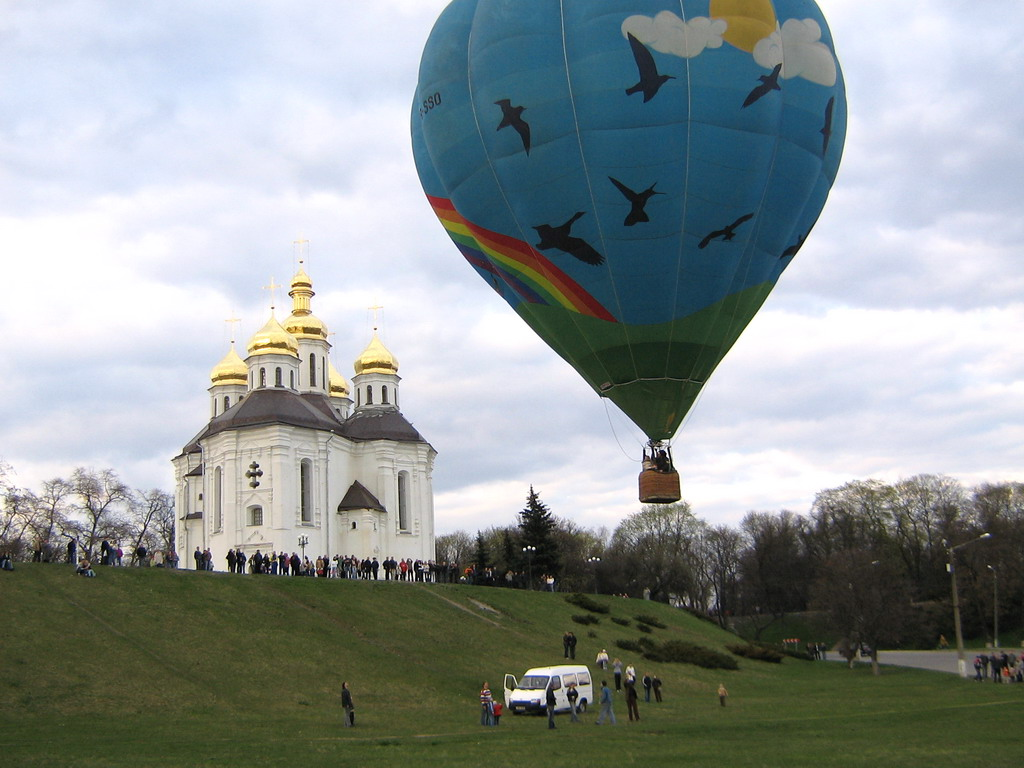
Повітряна куля біля Катерининської церкви у Чернігові